# Michael Turner
Michael Layne Turner (21 de abril de 1971 - 27 de junio de 2008) era un dibujante de comics y presidente de la compañía Aspen MLT.

### Páginas interiores

#### Aspen
- Soulfire N°0-6 (2004–05)

#### DC
- Superman/Batman N.º 8-13 (2004)

#### Image/Top Cow
- Ballistic N°1-3 (1995)
- Codename: Strykeforce N°14 (among other artists) (1995)
- Fathom N°0-14 (1998–2002)
- Tomb Raider N°25 (2002)
- Tomb Raider/Witchblade, one-shot, (junto con Brian Ching) N°1 (1997)
- Witchblade #1-8, 10-23, 25 (1995–98)
- Witchblade/Tomb Raider Special, one-shot, (junto con Keu Cha) N°1 (1998)

### Portadas

#### DC
- Action Comics N°812-813 (2004)
- Adventures of Superman N°625-626 (2004)
- Flash (Vol. 2) N°207-211 (2004)
- Identity Crisis N°1-7 (2004)
- Justice League of America (Vol. 4) N°0-12 (2006–07)
- Supergirl (Vol. 4) N°1-3, 5 (2005)
- Superman (Vol. 2) N°202-203, 205 (2004)
- Superman/Batman N°26 (2006)
- Teen Titans (Vol. 5) N°1 (2003)

#### Marvel
- Black Panther (Vol. 3) N°18, 23-25 (2006–07)
- Civil War N°1-7 (2006–07)
- Fallen Son: The Death of Captain America, miniserie, N°1-5 (2007)
- Fantastic Four N°544-553 (2007–08)
- Hulk (Vol. 2) N°1, 6 (2008)
- Incredible Hulk (Vol. 3) N°100 (2006)
- Ms. Marvel (Vol. 2) N°1 (2006)
- Onslaught Reborn N°1 (2006)
- Spider-Man/Red Sonja, miniserie, N°1-5 (2007)
- Sub-Mariner, miniserie, n.º 1, 6 (2007–08).
- Ultimate X-Men n.º 75 (2006).
- World War Hulk, miniserie de 5 partes, n.º 1 (2007).
- Wolverine: Origins n.º 1 (2006).
- Wolverine (vol. 2) n.º 66 (portada alternativa) (2008).
- Uncanny X-Men n.º 500 (2008)

#### Image/Top Cow
- Darkness N.º 7, 11 (1997–98)
- Tomb Raider N°9 (2000)
- Witchblade N°26-27, 50, 86, 100, 103 (1998–2007)

#### Image/Hurricane Ent.
- Violent Messiahs:Lamenting Pain #1 (portada alternativa)